# شان ديوري
شان ديوري (بالإنجليزية: Shawn Daivari) دارا شان افار خسرو ديوري، مواليد 30 أبريل 1984، وهو مصارع أمريكي محترف من أصل إيراني، شارك في عدة بطولات ومن بينها مشاركة بطولة تي إن آيه الأمريكية. كان مصارعا سابقا في اتحاد المصارعة WWE تحت اسم «خسرو ديوي» ولقبه كان في تلك المرحلة «ديفاري» كان مساعدا للمصارع محمد حسن خلال تلك الفترة.

## روابط خارجية
- شان ديوري على موقع IMDb (الإنجليزية)
- شان ديوري على موقع أول موفي (الإنجليزية)
- شان ديوري على موقع كينوبويسك (الروسية)
- شان ديوري على موقع WrestlingData.com (الإنجليزية)
- شان ديوري على موقع CageMatch worker (الإنجليزية)
- شان ديوري على موقع قاعدة بيانات المصارعة على الإنترنت (الإنجليزية)
- شان ديوري على موقع عالم المصارعة على الإنترنت (الإنجليزية)
- شان ديوري على موقع عالم المصارعة على الإنترنت (الإنجليزية)